# دیگو آلخاندرو رویز
دیگو آلخاندرو رویز (انگلیسی: Diego Alejandro Ruíz؛ زادهٔ ۱۹ دسامبر ۱۹۸۰) بازیکن فوتبال اهل شیلی است.
از باشگاه‌هایی که در آن بازی کرده‌است می‌توان به باشگاه فوتبال سی‌اف‌آر کلوژ، باشگاه فوتبال کورتریک، آ.اس.آ ترگو مورش، باشگاه فوتبال خزر لنکران، باشگاه فوتبال خنک، باشگاه فوتبال لانوس، باشگاه فوتبال قاسم‌پاشا اسپور، و باشگاه فوتبال خنت اشاره کرد.